# Maria-Lourdes-Kirche Neuzeug

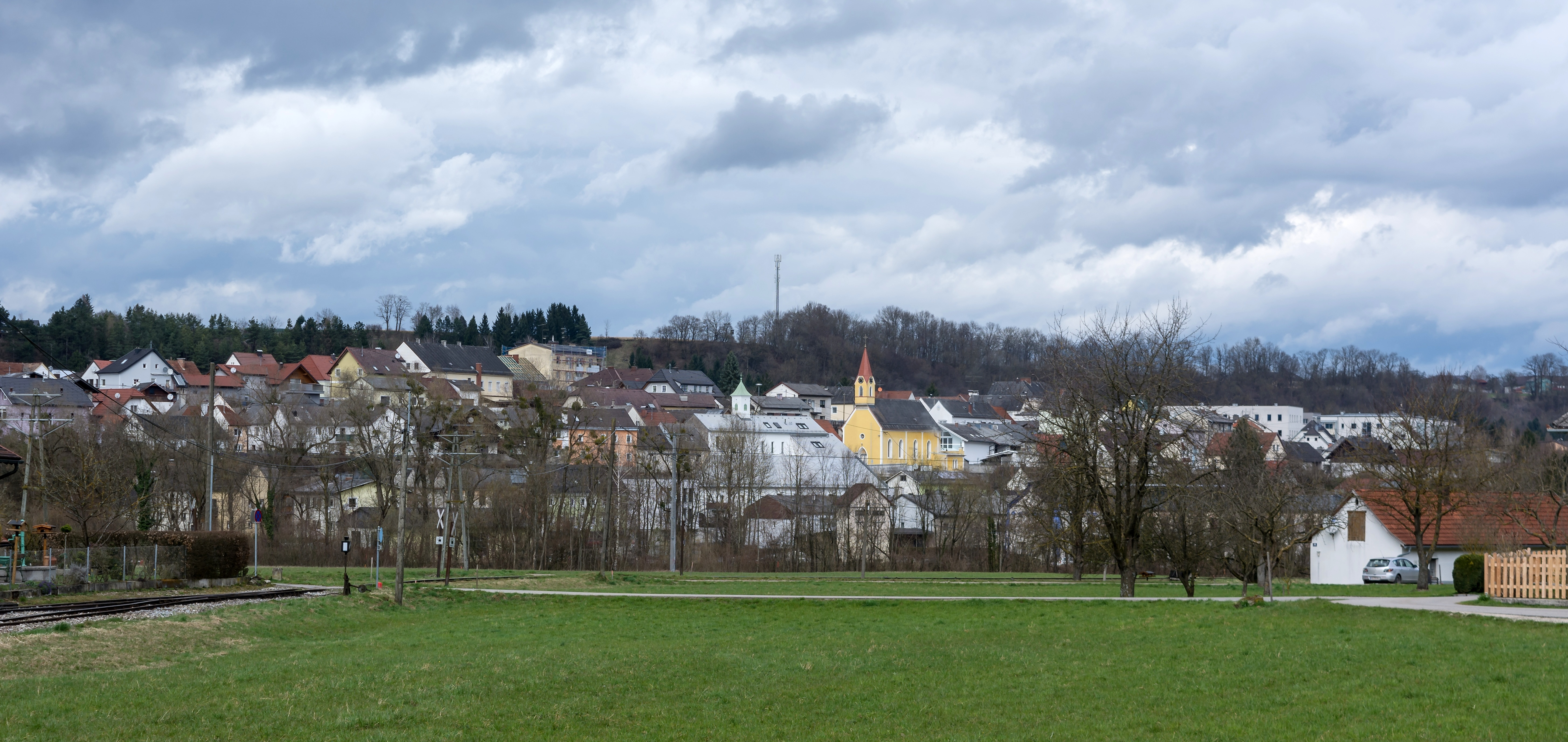
Ansicht der Kirche von weitem

Die Maria-Lourdes-Kirche Neuzeug steht im Ort Neuzeug der Marktgemeinde Sierning in Oberösterreich. Die römisch-katholische Filialkirche Maria Lourdes der Pfarre Sierninghofen-Neuzeug gehört zum Dekanat Steyrtal in der Diözese Linz.

## Geschichte
1878 brach ein Brand im ehemaligen Stadl des Gasthauses Gierkinger in Neuzeug aus. Aus Dank dafür, dass das Feuer nicht den ganzen Ort zerstört hatte, errichteten die Ortsbewohner auf dem Brandplatz eine Kirche, für die Bischof Franz Joseph Rudigier am 5. August 1879 den Grundstein legte. Die Steine der Altargrotte sowie die Marienstatue stammen aus Lourdes. Am 8. September 1885 wurde die Kirche von Bischof Ernest Maria Müller geweiht. Sie ist die älteste Lourdeskirche in Oberösterreich.
Ursprünglich wurden in der Kirche nur gelegentlich Messen gefeiert, bis sie 1941 zur Expositurkirche der Pfarre Sierning erhoben wurde, wo ab dann jeden Sonntag Messen stattfanden. Im Jahr 1950 wurde die Kirche erweitert. 1963 wurde Sierninghofen-Neuzeug zur selbständigen Pfarre erhoben. Seit der Weihe der neuen Pfarrkirche im Jahr 1971 dient die Maria-Lourdes-Kirche vorwiegend für Hochzeiten und gelegentliche Gottesdienste.